# Республика Армения (газета)
Республика Армения — государственная газета на русском языке. Выходит два раза в неделю (по средам и пятницам).
Газета издаётся с октября 1990 года. Учреждена постановлением парламента Армении. Газета имеет общественно-политическую направленность. Первоначально была ежедневной.
Зимой 1992—1993 гг., когда из-за энергетического кризиса выпуск почти всех газет Армении был приостановлен, редакции Республики Армения и Айастани анрапетутюн работали в Президентском дворце.
До конца 2000 г. выходила как официальный орган Национального собрания Армении.
До ноября 2002 г. выходила как русскоязычный вариант газеты «Айастани анрапетутюн», далее как отдельное издание.
С 2006 г. имеет сайт, который обновился в 2020 г.
В сентябре 2016 г. к 25-летию независимости Армении была выпущена копия номера от 23 сентября 1991 г. с результатами референдума о независимости. 30000 экземпляров были розданы по республике.
С 2018 г. газета «Республика Армения» издаётся армянским Государственным информационным агентством «Арменпресс».
Тираж в 2012 г. — 1500 экз., сократившись наполовину за последние предыдущие годы.
Главные редакторы
- 1999—? — Ш. Агабекян
- 2000—2004 — В. Алоян
- 2004—2021 — Е. Курдиян